# Giacinto Facchetti
Giacinto Facchetti (ur. 18 lipca 1942 w Treviglio, zm. 4 września 2006 w Mediolanie) – włoski piłkarz niegdyś grający na pozycji lewego obrońcy, od 2004 do swojej śmierci prezes Interu Mediolan.
Giacinto zaczynał swoją karierę piłkarską w rodzinnym Treviglio. Do Interu sprowadził go argentyński trener Helenio Herrera i już w 21 marca 1961 dał osiemnastolatkowi szansę debiutu w ligowym meczu z AS Romą. „Czarno-niebiescy” wkrótce zostali nie tylko najlepszą drużyną Italii (mistrzostwo 1963, 1965, 1966, 1971), ale też Europy (Puchar Europy 1964, 1965) i świata (Puchar Interkontynentalny 1964, 1965) Tam pod okiem Herrery narodziło się słynne catenaccio – system gry polegający na obronie własnej bramki.
Jednym z filarów defensywy Interu był właśnie wysoki (191 cm wzrostu) Facchetti – lewy obrońca słynący z elegancji na boisku i poza nim. Nie tylko trudno było go minąć, ale był też prekursorem gry ofensywnej bocznych obrońców. Znakomicie dośrodkowywał, ale strzelał też sporo goli. W latach 1961–1978 zdobył dla Interu 75 bramek, a rozegrał w jego barwach 634 mecze. Warto dodać, że równie dobrze sobie radził w roli libero.
Facchetti trzykrotnie wpisał się też na listę strzelców w meczach reprezentacji Włoch, w tym dwa razy w eliminacjach Mistrzostw Świata 1966. Na ich otwarcie w spotkaniu wygranym 6:1 z Finlandią oraz w meczu ze Szkocją decydującym o awansie do finałów tej imprezy, a wygranym przez Italię 3:0. Trzecią bramkę Giacinto wbił Cypryjczykom w spotkaniu kwalifikacyjnym ME '68. Wtedy był już kapitanem drużyny narodowej i to właśnie on kilka miesięcy później uniósł Puchar Henriego Delauneya za wywalczenie w 1968 roku mistrzostwa Europy. Kapitanował też reprezentacji, gdy dwa lata później Włosi zostali wicemistrzami świata.
Uczestniczył również w finałach MŚ w 1966 1974 roku, a przygodę z drużyną narodową zakończył po wywalczeniu awansu do Mundialu '78. Od 27 marca 1963 do 16 listopada 1977 rozegrał w reprezentacji 94 mecze, z czego w 70 był kapitanem. Jego grę wysoko cenili europejscy dziennikarze, o czym świadczy drugie miejsce w 1965 roku w plebiscycie France Football na najlepszego piłkarza Europy. Trzy lata później zajął piątą pozycję w tej klasyfikacji. Natomiast jego dżentelmeńska postawa została uhonorowana już po zakończeniu kariery piłkarskiej, gdy w 1980 otrzymał nagrodę fair play UNESCO.
Po zakończeniu kariery piłkarskiej nie został trenerem, ale wiceprezydentem Atalanty BC. Jak mówił miał dość zgrupowań i nie chciał z żoną i czwórką dzieci zmieniać często miejsca zamieszkania, co charakteryzuje zawód szkoleniowca. Do Interu wrócił, gdy właścicielem klubu został Massimo Moratti. Najpierw Facchetti pełnił funkcję dyrektora sportowego „niebiesko-czarnych” i doradcy do spraw międzynarodowych, potem wiceprezydenta, a od 2004 prezesa klubu.
Zmarł 4 września 2006 wskutek choroby nowotworowej. Miał 64 lata.